# Константа (Остаться в живых)
«Константа» (англ. The Constant) — пятая серия четвёртого сезона американского телесериала «Остаться в живых» и семьдесят четвёртый эпизод в общем счёте. Премьерный показ состоялся 28 февраля 2008 года на телеканалах ABC в США и CTV в Канаде. Написанный Карлтоном Кьюзом и Дэймоном Линделофом, он был срежиссирован Джеком Бендером. Эта серия собрала в США у экранов телевизоров около пятнадцати миллионов человек, став одной из самых необычных и запоминающихся во всей истории сериала.
Посвященная Десмонду, она в большей степени рассказывает нам о загадочном прошлом героя и о том, что происходит на корабле спасателей, нежели о событиях на острове. Вертолёт, управляемый Фрэнком Лапидусом, отклоняется от курса вследствие непогоды, и временная аномалия, довлеющая над островом, отправляет Десмонда в прошлое. Теперь он вынужден существовать между прошлым и настоящим. Но каждый переход, которые случаются помимо его воли, дается все с бо́льшим и бо́льшим трудом. Десмонду приходится вступить в битву со временем, чтобы сохранить свою жизнь.

## Сюжет

### Год2004. Вертолёт
Эпизод начинается в кабине вертолета, которым управляет Фрэнк Лапидус, пилот из команды спасателей. Помимо него, внутри также находятся Десмонд и Саид. Они направляются на корабль, но долететь благополучно у них не получится.
Десмонд рассматривает фотографию, на которой он запечатлён вместе с Пенелопой, пока Френк уверенно ведет вертолет в направлении корабля. Пилот обращается к записи, сделанной в блокноте, который лежит на панели управления: «65 километров курсом 305», и Саид не удерживается от вопроса: «Что это?» «Указывает верное направление», — отвечает ему Фрэнк и добавляет, что Дэниел Фарадей дал ему это. «Вы не знаете, где ваш корабль?» — следует попутный вопрос. «Знаю», — отмахивается Френк, хотя нам становится ясно, что он в этом далеко не уверен. Прямо по курсу возникает обширный грозовой фронт, и Лапидус направляет вертолёт прямо на него.
Тем временем Саид обращается к Десмонду, который по-прежнему всматривается в фото: «Это Пенелопа?» Следует кивок. «Она же сказала Чарли, что не слышала о корабле, — не успокаивается Саид. — Так что ты хочешь получить?» «Ответы», — не задумываясь, говорит Десмонд.
Вертолёт раскачивает из стороны в сторону в нагромождениях угольно-свинцовых облаков, а вскоре следуют ослепительные вспышки молний. Вертолет отклоняется от курса, и Френк всеми силами пытается исправить это. «Держитесь!» — кричит он, пальцы Десмонда впиваются в подлокотник. А уже в следующую секунду мы видим, как те стискивают кровать. Зажигается свет, и кто-то произносит: «Подъём! Пошли, пошли!»

### Год1996. Казармы Шотландского королевского полка
Это уже не вертолёт, а казармы, которые стремительно заполняются просыпающимися солдатами, среди коих и Десмонд, коротко стриженный и гладко выбритый. Он удивлен, испуган, но, как выясняется, причина этому не в перемещении во времени, а в том, что Десмонду «приснился сон», как он объясняет старшему офицеру. Из всех событий запомнились только вертолет и гроза. Офицер приходит в негодование и приказывает отряду выдвигаться на улицу на зарядку, давая на это 4 минуты вместо положенных 8-ми. Он говорит, что половину времени они потеряли благодаря Десмонду.
Становится ясно, что Десмонд в Королевском Шотландском полку, в 1996 году и ничего не подозревает о том, что ждет его в будущем. Вслед за этим привычная вспышка молнии высвечивает Десмонда, летящего в вертолёте, и на этот раз он точно не знает, куда попал. «Почти прорвались — вижу свет», — говорит Френк Лапидус, однако Десмонд его не понимает, начиная расстегивать ремни. Когда Саид спрашивает того, в чём дело, Десмонд недоуменно восклицает: «А ты кто? Откуда знаешь моё имя?»

### Год2004. Остров
Джек вне себя от осознания того, что прошёл день с того момента, как вертолет улетел, а вестей по-прежнему нет. Его гнев направлен на Шарлотту, но та замечает: «С чего вы взяли, что я что-то знаю?» «С того, что ты не волнуешься», — отвечает Джульет невозмутимо. Дэниел Фарадей, встав между ними, спрашивает Шарлотту, не стоит ли им просто всё рассказать, и Джек тут же интересуется: «Скажете — что?» Но она уверена: на долю островитян выпало и так слишком многое, чтобы «загружать их ещё». Однако Дэниел, проявив свойственную ему мягкосердечность, все же говорит: «Ваши представления о том, как давно они улетели, не обязательно соответствуют реальности… Если Фрэнк летел нужным курсом и не сворачивал, все будет хорошо». «А если нет?» — уточняет Джек. «Тогда возможны отклонения», — отвечает Дэниел после паузы.

### Год2004. Корабль «спасателей»
Гроза осталась позади, и теперь вокруг вертолёта — относительно чистое небо. Но в кабине царит паника, вызванная тем, что Десмонд по-прежнему не понимает, где находится. Тогда как прямо по курсу показывается корабль спасателей. Десмонд вновь смотрит на фотографию с Пенелопой, с опаской и непониманием. Между тем вертолёт заходит на посадку, и к нему с вопросом «Почему вы вернулись?» устремляется Мартин Кимми. Он явно не доволен, что Фрэнк привез сюда выживших с восемьсот пятнадцатого, в то время как Десмонд продолжает негодовать, не понимая, где находится. Тогда Кимми, отведя Саида в сторону, говорит тому, что Десмонда стоит показать врачам, и Саид кивает после некоторых колебаний. Кимми и Омар готовы увести Десмонда, который пытается объясниться, когда вновь оказывается в 1996 году.

### Год1996. Казармы Шотландского королевского полка
Вокруг предрассветный полумрак, дождь сечет лицо, и пока остальные солдаты упражняются в грязи, Десмонд стоит и испуганно озирается по сторонам. Это не нравится старшему офицеру, и тот отправляет весь взвод на пробежку. Вскоре после этого, делая упражнения, Десмонд делится своими «снами» с одним из сослуживцев, давая вновь понять, что для него все это — настоящее, тогда как остров и вертолет — не более чем сверхреалистичные видения. Но именно тогда он осознает, что видения и действительность имеют одну точку пересечения. Эта точка — Пенелопа.
Когда Десмонд бежит к телефонной будке, его нарочно задевает один из солдат, так что монеты рассыпаются по земле. Он наклоняется, чтобы поднять их, но вместо этого царапает доски палубы.

### Год2004. Корабль «спасателей», остров
«Осторожнее, смотри под ноги», — говорит ему Омар, держа под руку. Вместе с Кимми он приводит его в некую комнату, вслед за чем дверь закрывается, и Десмонду остается лишь биться в неё. Пока позади него не раздается приглушенный голос: «Эй, с тобой то же самое?» Десмонд оборачивается и видит мужчину, крепко привязанного ремнями к кровати.
Саид, осматриваясь, прогуливается по палубе корабля. Видит Кимми, спорящего с Фрэнком, на верхней палубе, вслед за чем последний спускается, и Саид спрашивает у того, что же случилось с Десмондом. Но Фрэнк не знает. «Тогда можешь сказать, почему мы вылетели на закате, а прилетели в полдень?» — не успокаивается Саид. Фрэнк вновь молчит, но говорит о том, что хочет помочь. «Хочешь помочь — дай телефон», — парирует Саид, и Фрэнк согласен сделать это в обмен на пистолет. Происходит сделка, вслед за чем действие перемещается на остров, где Джек принимает вызов Саида. Тот вкратце обрисовывает ситуацию вокруг Десмонда. Джек включает громкую связь, и Дэниел Фарадей спрашивает, мог ли Десмонд в недавнем времени облучиться или попасть в электромагнитное поле (см. Живём вместе, умираем поодиночке). Ответа не следует, и тогда Дэниел говорит, что при путешествии на остров и обратно некоторые люди могут оказаться «не в себе». Джульет намекает на амнезию, но Дэниел уверен: «Это не амнезия».
Десмонд же пытается докричаться до привязанного мужчины, который остается неподвижным, глядя на все остекленевшими глазами. В конце концов, тот начинает смаргивать. «Я был на чёртовом колесе», — говорит он с мечтательной улыбкой, когда входит доктор Рэй. «Я не сумасшедший, — кричит ему мужчина. — С ним то же самое!» Но Рэй пропускает его слова мимо ушей, уверенным движением вкалывая седативы, после чего обращается к Десмонду и говорит о том, что хотел бы осмотреть его глаза. Он светит в них, однако вместе с лучом света к Десмонду приходит прошлое. Он вновь оказывается в казармах, под проливным дождем, с горстью монет на ладони.

### Год1996. Казармы
Запершись в телефонной будке, набирает номер, вслед за чем трубка разражается голосом Пенелопы. Десмонд намекает на то, что с ним происходит нечто необъяснимое, просит о встрече, чтобы вместе разобраться в происходящем, но Пенелопа говорит ему «нет», напоминает о том, что он бросил её и ушел в армию, просит не искать, тем более что она переехала в другую квартиру. И когда разочарованный Десмонд говорит «Ты нужна мне…», аномалия вновь возвращает его на корабль.

### Год2004. Комната на корабле, остров
В комнату, где Десмонд находится вместе с доктором Рэем, входят Фрэнк и Саид. Потрясая телефоном, Фрэнк замечает, что Дэниел Фарадей хочет поговорить с Десмондом, а когда Рэй пытается воспрепятствовать этому, Саид отшвыривает его в сторону. Но тот успевает нажать на кнопку тревоги, и по внутренним помещениям корабля разливается сирена. Тем временем Фрэнк передает телефон Десмонду, и Фарадей спрашивает у того, какой сейчас, по его мнению, год, а затем — где Десмонд должен находиться. Получив ответы «1996-й» и «в Королевском Шотландском полку», Дэниел некоторое время раздумывает и говорит, что когда снова  повторится, Десмонду надлежит сесть на поезд и приехать в Оксфорд, где на факультете физики Королевского колледжа он сможет встретить его, Дэниела Фарадея.
После окончания разговора Дэниел роется в походном рюкзаке в поисках своего дневника, замечая в сторону Шарлотты: «Иначе я ему не поверю». Попутно Джек спрашивает, что же случилось с Десмондом, но у Дэниела нет конкретного объяснения. Он лишь замечает, что это не поддается контролю: иногда разрыв заключён в часы, а иногда в гораздо больший срок.
Дэниел говорит Десмонду, что по встрече в Королевском колледже тот должен сказать ему настроить прибор на 2.342 и колебания на 11 герц. Десмонд записывает числа на руке. Также Дэниел говорит, что если не поверит ему, Десмонд должен сказать, что знает про Элоизу. В следующую секунду в комнату, где находится Десмонд, врываются Кимми и Омар. Но Кимми не успевает отобрать у Десмонда телефон, потому что тот вновь перемещается в 1996 год.

### Год1996. Казармы,Оксфорд
Десмонд сидит на полу в телефонной будке. Бросив трубку, он видит, что на руке нет никаких записей.
По настоянию Дэниела, он отправляется в Оксфорд и в одном из переходов между зданиями обнаруживает Дэниела с длинными волосами, что-то объясняющего студенту. Когда тот удаляется, Десмонд подходит к нему и, представившись, говорит, что «был в будущем». Однако Фарадей ожидаемо не верит ему, увидев в Десмонде человека, подосланного его коллегами-противниками. И тогда Десмонду не остается ничего, кроме как повторить слова Дэниела Фарадея из будущего. Тот тут же приводит его в свой рабочий кабинет. «Здесь я делаю то, что в Оксфорде запрещено», — произносит учёный в ответ на вопрос Десмонда. Дэниел надевает одежду против радиационного излучения, а когда Десмонд спрашивает, не стоит ли надеть и ему, тот говорит, что она действует против постоянного излучения — ведь самому Дэниелу приходится облучаться по «двадцать раз на дню». Когда же Десмонд интересуется, почему тот не закрывает голову, учёный лишь смеется в ответ. Он крутит переключатели на приборах, после чего вытаскивает из клетки рядом крысу и замечает: «Это — Элоиза». Потом он помещает её в самое начало выстроенного на столе лабиринта, надеясь переместить во времени. Некоторое время после окончания эксперимента она не шевелится, и Дэниел говорит, что Элоиза «ещё не вернулась». А когда все-таки замечает движение, поднимает задвижку, открывая крысе вход в лабиринт. Та проходит его в считанные секунды. «Сработало!» — кричит Дэниел, но Десмонд не разделяет радости ученого, и тогда тот говорит: «Этот лабиринт я собрал только утром, а проводить её по нему я начну через час».
Дэниел также уточняет, что в будущее он отправил не саму крысу, а её сознание, разум. После чего бежит к доске, судорожными движениями стирает все прежние надписи, готовясь сделать новое. Десмонд спрашивает: «Чем мне это поможет?» «Не знаю. Я же Вас помочь себе отправил», — отвечает Фарадей. Десмонд упоминает об острове, но не успевает Дэниел спросить, о каком острове идет речь, как Десмонда вновь выбрасывает в 2004 год.

### Год2004. Комната на корабле
Кимми вырывает телефон из его рук, тогда как Фрэнк пытается нормализовать ситуацию. В итоге всё заканчивается тем, что представители команды уходят, оставив Десмонда и Саида наедине со своим недоумением. Десмонд пытается «вернуться», направив на зрачки луч от прибора доктора, Саид же ничего не понимает. Но когда тот называет Десмонда по имени, сзади доносится голос привязанного мужчины: «Десмонд? Ты — Десмонд?» Оказывается, он — Джордж Минковски, радист, принимавший все вызовы на корабле, пока его не спеленали и не заперли в этой комнате. Джордж говорит, что в радиорубке, где он сидел, время от времени загоралась зелёная лампочка,но им запретили отвечать на любые входящие вызовы. На вопрос Десмонда, при чём тут он, Джордж ответил, что звонила "твоя девушка, Пенелопа Уидмор."

### Год1996. Кабинет Дэниела Фарадея вОксфорде
Десмонд вновь в кабинете Дэниела Фарадея. Он сидит в кресле, пока учёный покрывает доску спешными записями. Заметив, что Десмонд вернулся, Дэниел говорит, что тот отсутствовал 75 минут, и выясняет у него, что в будущем не прошло и пяти. Дэниел также предупреждает Десмонда, что ему стоит быть осторожнее, ведь в его случае зависимость экспоненциальная, а это значит, что каждый новый «прыжок» — это ещё бо՛льшая нагрузка на сознание. В определенный момент Десмонд замечает Элоизу, неподвижно лежащую в клетке, и Дэниэл говорит, что она умерла. Возможно, всему виной аневризма. Десмонда интересует, будет ли с ним это же. Дэниэл обтекаемо отвечает: «Не знаю», и Десмонд взрывается и набрасывается на Фарадея, но тот повторяет: «Не знаю». «Думаю, в мозгу Элоизы произошло короткое замыкание, — говорит он. — Смена настоящего и будущего привела к тому, что она не могла разобраться. Не было привязки». Дэниэл имеет в виду нечто общее в обоих временных измерениях, где царит хаос переменных, некую константу, которая придаст уравнению устойчивость. Эту постоянную Десмонд должен найти в будущем, чтобы остаться там, причем она должна существовать сейчас, в 1996 году. И он понимает, что единственной постоянной в его жизни является только Пенелопа. Он звонит ей, однако номер отключен. Десмонд вырывается из кабинета, но, сбегая по лестнице вниз, падает и вновь оказывается в комнате на корабле.

### Год2004. Комната на корабле
Десмонд просит у Саида помощи в том, чтобы всё-таки дозвониться до Пенелопы. Джордж осаждает их, намекая, что два дня назад кто-то испортил всю аппаратуру и связь с материком была потеряна. Он предлагает свою помощь, Десмонд и Саид принимаются развязывать его, когда замечают, что запертая дверь вдруг оказалась открытой. «Похоже, у вас есть друг на корабле», — произносит Минковски, у которого внезапно начинает носом идти кровь. Но не успевает Десмонд что-либо предпринять, как обнаруживает себя сидящим на полу между этажами в здании Королевского колледжа.

### Год1996. Аукцион
Чтобы встать, он хватается за круглый красный вентиль, вслед за чем сбегает по ступеням.
Мы видим зал для аукционов и торги по судовому журналу Чёрной Скалы — пропавшего корабля, который находится на острове (лот 23-42). Десмонд входит в зал. Отец Пенелопы, Чарльз Уидмор, выступает как один из покупателей, он побеждает в торгах. Десмонд хочет поговорить с ним. В туалете Десмонд просит Уидмора дать ему адрес Пенелопы. Он сожалеет, что наделал много ошибок, но адрес ему очень нужен, ему нужно с ней повидаться. Десмонд добивается своего. Уидмор уходит, а Десмонд закрывает после него кран и вновь перемещается во времени.

### Год2004. Радиорубка на корабле
Минковски рассказывает, что ещё один его друг умер после таких осложнений. Они приходят в комнату связи. Все провода порваны. Пока Саид пытается разобраться, Минковского накрывает новая волна и он теряет сознание. Десмонд пытается его расшевелить. Саид просит Десмонда вспомнить номер Пенелопы, потому что он починил связь. Десмонд не знает номера. Саид указывает, что у Десмонда тоже пошла кровь из носа. В это время Минковски в судорогах говорит, что он не может вернуться назад, и умирает. «Что с ним случилось?» — спрашивает Саид. «То же, что будет со мной», — отвечает Десмонд.

### Год1996. Встреча с Пенелопой
Десмонд лежит на полу в туалете, капает вода из переполненной раковины. Он встает, закрывает наконец кран и хочет смыть кровь из-под носа. Крови нет. Подняв бумажку с адресом, он уходит. Он находит дом Пенелопы (423 Cheyne Walk) и говорит ей, что ему очень нужен её номер. Десмонд говорит, что не будет звонить сейчас. Он позвонит ей только через 8 лет, в канун Рождества 2004 года. Пенелопа соглашается сказать номер, если он сразу уйдет. Десмонд запоминает номер и уходит, попросив её не изменять номер до 2004 года. «Пенни, я не псих, поверь мне!» — кричит Десмонд за закрытой дверью и попадает в 2004 год.

### Год2004. Радиорубка, остров
«Я тебе верю, но ты должен вспомнить номер,» — Саид починил телефон, но заряда аккумулятора хватит ненадолго. Десмонд говорит ему номер, который только что узнал от Пенелопы. В трубке слышны длинные гудки, затем Пенелопа поднимает трубку. Она в шоке от того, что Десмонд позвонил ей и она очень рада его слышать. Он говорит, что на острове. Пенелопа знает это, она ведёт его поиски уже 3 года, говорит, что разговаривала с Чарли. Они говорят друг другу, что любят и что найдут друг друга, но связь обрывается. Десмонд кладет трубку и благодарит Саида за помощь. Десмонд пришёл в норму, он нашёл свою константу, и путешествия во времени прекратятся.
Даниэл листает свой дневник. Он находит страницу, где написано: «Если что-то пойдёт не так, то Десмонд Хьюм будет моей константой,» — и чувствует облегчение.